# Interesting Engineering
Interesting Engineering è una rivista on-line che tratta argomenti come innovazione, scienza, cultura, salute e trasporti.

## Storia
Il sito web fu fondato nel 2011 su Blogspot da Hüseyin Kilic, uno studente originario della Turchia che si proponeva di migliorare il proprio inglese parlato e scritto. Il blog originale non è più online. La rivista online dà lavoro a persone in Turchia, Stati Uniti, Spagna, India e Regno Unito.
Il fondatore è rimasto l'amministratore delegato del sito.
Articoli, guide e rapporti di ingegneria sono stati citati come fonti di supporto da:
- The New York Times[2]
- CNN[3]
- BBC[4][5][6]
- Android Authority[7]
- Tech Times[8]
- Input[9]
- Harvard Business Review[10][11]